# Mandchourie sous le contrôle de la dynastie Yuan
1271–1368
Entités précédentes :
- empire mongol

Entités suivantes :
- Dynastie Yuan du Nord
- Dynastie Ming

La Mandchourie sous le contrôle de la dynastie Yuan est la période durant laquelle la dynastie Yuan contrôle la Mandchourie, soit une zone qui correspond actuellement à la Mandchourie-Intérieure, à la région Nord de la Mongolie-Intérieure et à la Mandchourie-Extérieure. Les mongols prennent le contrôle de la Mandchourie durant leur conquête de la dynastie Jin, au début du XIIIe siècle. Par la suite, elle devient une province de la dynastie Yuan, un Khanat né de la division de l'Empire mongol fondé en 1279 par Kubilai Khan. Même après le renversement de la dynastie Yuan par la dynastie Ming fondée par des Chinois en 1368, la Mandchourie reste sous le contrôle des troupes Mongoles de la dynastie Yuan du Nord. Cette dynastie, basée en Mongolie, est fondée par le dernier empereur de la dynastie Yuan après qu'il a été chassé de Chine par les Ming. Les Yuan du Nord gardent le contrôle de la Mandchourie pendant presque 20 ans, jusqu'à sa conquête par les Ming à la suite de leur campagne militaire contre l'Uriankhai. Après cette date, la région passe sous la domination des Ming.

## Histoire

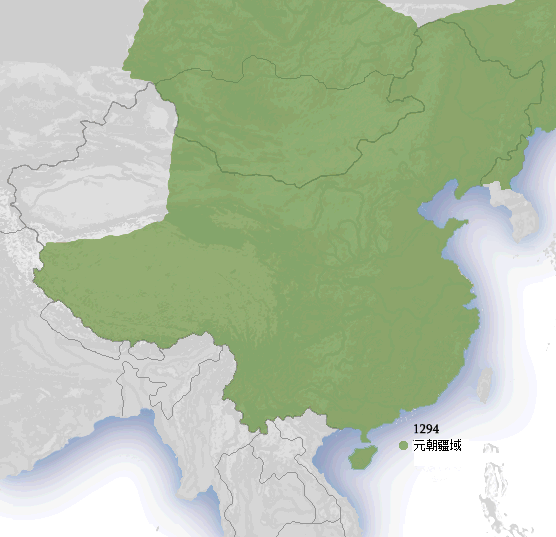
Yuan dynasty, c. 1294.

### Conquête de la Mandchourie
En 1211, après la conquête des Xia occidentaux, Gengis Khan, le fondateur de l'empire mongol, mobilise une puissante armée pour conquérir le territoire des Jurchens de la dynastie Jin, qui contrôlent la Chine du Nord et la Mandchourie. Ils réussissent à détruire les forts Jin de la Mandchourie et les Khitans dirigés par Yelü Liuge déclarent leur allégeance à Gengis Khan. Ces nouveaux alliés des Mongols établissent un état théoriquement autonome en Mandchourie en 1213, mais les Jin envoient une expédition punitive contre eux. Le général mongol Jebe retourne en Mandchourie et repousse l'armée Jin. En 1215, Puxian Wannu, un général au service des Jin, se révolte contre ses maîtres et fonde le royaume des Xia Orientaux à Dongjing (Liaoyang). Les Mongols réagissent rapidement et Güyük, le fils d'Ögedei Khan, écrase cette nouvelle dynastie en 1233, pacifiant ainsi la Mandchourie du Sud. Après l'an 1234, Ögedei obtient également la soumission des Tatars vivant dans la partie nord de la région et a commencé à recevoir des taxes sous la forme de faucons, de harems et de fourrures. Pendant la conquête de la Mandchourie, les Mongols avaient formé des alliances temporaires de complaisance avec de nombreux groupes locaux, mais en 1233, ils ont mis fin à beaucoup de ces relations et établi une domination militaire directe en Mandchourie.

### Dynastie Yuan
Ayant détruit les structures gouvernementales existantes et déplacé les élites politiques, les Mongols n'ont pas établi immédiatement un contrôle strict de la Mandchourie. Ils ont préféré développer un système de gouvernance souple, conçu pour tirer de la région des ressources économiques et militaires tout en maintenant la stabilité locale. À la suite de la fondation de la dynastie Yuan en Chine par Kubilai Khan, la Mandchourie devient un territoire de la nouvelle dynastie. Kubilai crée en 1286 la province de Liaoyang (遼陽行省) ou "Branche de Liaoyang du Secrétariat" (遼陽等處行中書省), qui s'étend au nord-est de la péninsule de Corée. Elle devient un Xuanweisi (宣慰司) en 1286. La Mandchourie abrite alors une concentration inhabituelle de princes mongols, dont l'influence s'étend jusqu'en Chine du Nord et en Corée. En 1287, Le commandant mongol Nayan se rebelle contre la dynastie Yuan en Mandchourie et s'allie avec Qaïdu, le chef de la Maison Ögedei et Khan de facto du Khanat de Djaghataï, qui est le grand ennemi de Kubilai en Asie centrale. Ce dernier décide de mener personnellement la campagne contre Nayan et lève une grande armée. Malgré son âge et ses maladies, Kubilai se fait porter sur le champ de bataille dans un palanquin monté sur le dos de quatre éléphants. À l'automne 1287, les deux camps se font face et, à la fin de la journée, Nayan est vaincu. Kublai le capture et le fait exécuter.
Après la défaite de Nayan, la province de Liaoyang est rétablie pour gouverner la Mandchourie. Elle inclut sept circuits tels que le circuit de Kaiyuan (開元路). Pendant la plus grande partie du XIVe siècle, la capitale de la province de Liaoyang est située à Yizhou (懿州). Il serait trompeur de présenter la province de Liaoyang comme une administration purement civile dotée de fonctionnaires de carrière. En tant que membres de l'élite de l'Asie du Nord-Est, la famille coréenne Hong domine la province de Liaoyang à la fin du XIIIe et au début du XIVe siècle. Hong Dagu dirige la province en 1287 après la défaite du prince mongol Nayan et de son allié Qadan. Lorsque Qadan se révolte a nouveau et attaque Kaesong, la capitale du royaume coréen de Goryeo, le haut fonctionnaire Yuan Zhongshu Sheng charge spécifiquement Hong Dagu de pacifier la région à l'est du fleuve Liao et lui accorde une grande latitude pour accomplir cette tâche. Par la suite, le frère cadet et le fils de Hong Dagu occupent à leur tour son poste dans les années 1390 et 1400. En outre, des nobles mongols comme Dorji occupent également des postes de haut rang dans l'administration générale en Mandchourie.
Les efforts de Kubilai Khan pour rétablir l'ordre dans la région après les révoltes de Nayan et Qadan reflètent la nature complexe de la Mandchourie sous les Mongols. La création de la province de Liaoyang s'inscrit dans le cadre de ses efforts pour consolider le contrôle de la dynastie Yuan sur la Mandchourie. Il nomme également des généraux aussi loyaux que le Coréen Hong Kun-sang à des postes élevés au sein de l'administration de la Mandchourie. Enfin, Kubilai prend soin de permettre aux proches de Nayan de conserver les terres et privilèges de ce dernier après son exécution. La cour impériale Yuan a besoin de l'allégeance de l'aristocratie mongole dans son ensemble, même lorsqu'elle est contrainte de s'en prendre à certains de ses membres. Kublai fait de grands efforts pour maintenir un équilibre entre les intérêts du trône de Goryeo, ceux des nobles mongols locaux, ceux des dirigeants de la communauté coréenne en Mandchourie, et ceux de sa propre cour pour rétablir l'ordre dans le nord-est de son empire.
Au XIVe siècle, aucun conflit militaire ouvert n'entache les relations entre la cour impériale Yuan et les princes impériaux vivant en Mandchourie; et l'administration de la province de Liaoyang exerce un contrôle local plus important qu'au cours des décennies précédentes. Cependant, le gouvernement Yuan ressent toujours le besoin d'envoyer périodiquement des émissaires spéciaux pour aider les fonctionnaires en Mandchourie lors des visites d'inspection. En résumé, la cour mongole continuait de travailler à maintenir un équilibre entre ses propres intérêts, les populations chinoises, l'administration locale et les princes mongols vivant dans la région. Selon le Yuan Shi, l'histoire officielle de la dynastie Yuan, les Mongols soumettent militairement les Guwei (骨嵬, Gǔwéi) dans l'île de Sakhaline et en 1308, tous les habitants de Sakhaline sont soumis à la dynastie Yuan. Une institution militaire appelée Bureau du maréchal de Zhengdong (征東元帥府) est créée pour gouverner la région entourant le cours inférieur de l'Amour et l’île de Sakhaline. Après la mort de Yesün Temür Khan, se déclenche une guerre civile pour la succession au trône, connue sous le nom de guerre des deux capitales. Lors de ce conflit, les princes mongols et les hauts fonctionnaires mongols basés en Mandchourie et en Mongolie orientale combattent dans les rangs des deux factions. Après la révolte des Turbans rouges qui s’achève par la chute de la dynastie Yuan au profit de la dynastie Ming en 1368, la Mandchourie reste sous le contrôle des Mongols. En effet, après avoir été expulsé de Chine, le dernier empereur Yuan fonde la dynastie Yuan du Nord, centrée sur la Mongolie, qui continue de gouverner la Mandchourie pendant deux décennies. Naghachu, un fonctionnaire yuan en poste en Mandchourie depuis 1362, réussit à prendre le contrôle des tribus mongoles de la région. En 1387, les Ming lancent une campagne militaire pour vaincre Naghachu. Ladite campagne se termine par la reddition de Naghachu et la prise de contrôle de la Mandchourie par les Ming

## Voir également
- Invasion mongole de la dynastie Jin
- Mandchourie sous le contrôle de la dynastie Ming
- Mandchourie sous le contrôle de la dynastie Qing
- Corée sous les Yuan
- Mongolie sous la dynastie Yuan
- Tibet sous le contrôle administratif de la dynastie Yuan
- Dynastie Yuan en Asie Centrale
- Histoire de la Mandchourie